# Giovanni Battista Tibaldi
Pour les articles homonymes, voir Tibaldi.
Œuvres principales
Sonates en trio opus 1 et 2
Giovanni Battista Tibaldi est un compositeur et violoniste italien, né à Modène après 1660 et mort à Rome le 20 février 1755.

## Biographie
Il s'est marié le 25 février 1703 avec Maria Maddalena Mandelli dont il a eu huit filles dont :
- Maria Felice Tibaldi (1707–1770), mariée en 1739 avec le peintre Pierre Subleyras.
- Isabelle Antoinette Laure Tibaldi (1712-1773), mariée le 4 septembre 1734 à Rome avec le peintre Pierre Charles Trémolières,

Giovanni Battista Tibaldi a probablement été un élève de Arcangelo Corelli.
En 1695 il est cité pour la première fois au service de cardinal Ottoboni, ainsi que du cardinal Benedetto Pamphilj, entre 1700 et 1710.
En 1701, il est au service du prince Urbano Barberini, prince de Palestrina (1664–1722). De 1708 à 1718, il a reçu un salaire fixe comme cameriere du prince Francesco Maria Marescotti Ruspoli (1672–1731).
Tibaldi était un membre de la congregazione di Santa Cecilia, le 5 mai 1698. Il est élu guardiano degli Strumenti le 22 septembre 1707, et, en 1726, guardiano dei Maestri di cappella.
Il a participé à de nombreux spectacles musicaux à Rome, et de 1708 à 1718 pour les célébrations annuelles de l'Accademia di San Luca.
Sous un dessin de Pier Leone Ghezzi, daté de 1720, on lit l'annotation suivante : « Tibaldi le violoniste, fut à l'époque de Corelli un bon musicien, mais il n'est plus demandé parce qu'il joue à l'ancienne manière ».

## Œuvres
Les œuvres de Giovanni Battista Tibaldi sont influencées par Corelli :
- Sonates en trio opus 1 de 1701 et opus 2 de 1704 ;
- Sinfonia per la Serenata dell'Ambasciatore di Spagna, en 1701
- Capriccio di Otto Suario ò battute a l'imitationo del Corelli ;
- Concerto pour 2 violons et cordes se trouvant dans la collection de la bibliothèque de Dresde.